# Saint-Prix-lès-Arnay
Saint-Prix-lès-Arnay – miejscowość i gmina we Francji, w regionie Burgundia-Franche-Comté, w departamencie Côte-d’Or.
Według danych na rok 1990 gminę zamieszkiwało 236 osób, a gęstość zaludnienia wynosiła 21 osób/km² (wśród 2044 gmin Burgundii Saint-Prix-lès-Arnay plasuje się na 676. miejscu pod względem liczby ludności, natomiast pod względem powierzchni na miejscu 843.).